# Holy Smoke
«Holy Smoke» (с англ. — «Святой дым») — песня и двадцатый сингл британской хеви-метал-группы Iron Maiden. Первый релиз, выпущенный группой с участием нового гитариста группы Яника Герса.

## Заглавный трек
Сингл был записан, как и весь альбом No Prayer for the Dying, на Багамах в передвижной студии Стива Харриса летом 1990 года. Сингл реализовывался на нескольких физических носителях: CD-сингл, 7 и 12-дюймовых виниловых дисках (отличающимися сторонами «Б»), в виде так называемой иллюстрированной грампластинки, то есть диска, на поверхность которого был нанесён рисунок, а также вышел на кассете. Сингл поступил в продажу за десять дней до выхода альбома.
Основной для песни послужила серия скандалов с участием евангелистских телепроповедников, популярных в США, состоявшаяся во второй половине 1980-х годов. Текст песни содержит намёки на известных проповедников, так под «Jimmy the Reptile» (с англ. — «Джимми — продажная душа») очевидно понимается Джимми Сваггерт, замешанный в сексуальном скандале, а под «The TV Queen» (с англ. — «Королева телевидения») — Тэмми Месснер, обвинённая вместе с мужем в мошенничестве.
Песня содержит обсценную лексику (что является редкостью для Iron Maiden): «Flies around shit, bees around honey» (с англ. — «Мухи вокруг дерьма, пчёлы вокруг мёда») и «I’ve lived in filth, I’ve lived in sin and I still smell cleaner than the shit you’re in» (с англ. — «Я жил в мерзости, я жил во грехе и я всё ещё пахну лучше, чем то дерьмо в котором ты»). В версиях песни, подвергшихся цензуре, непристойные слова заменены выстрелами из оружия.
Между тем, песня не порицает христианство и проповедничество как таковое, она лишь говорить о том, что многие люди ищут в этом выгоду для себя.
На песню снят шутливый видеоклип. Он снимался на ферме Стива Харриса, и в клипе члены группы играют в футбол, водят трактор и собирают репу. В клипе также снялся и Мартин Бёрч, продюсер группы.

## Сторона «Б» сингла
В зависимости от величины диска, на стороне «Б» размещалась или одна или две песни. На всех видах семидюймовых синглов находилась кавер-версия песни «All in Your Mind» (с англ. — «Всё в твоей голове») группы Stray.
На двенадцатидюймовых макси-синглах, на стороне «Б», наряду с песней «All in Your Mind», имелась интерпретация композиции Golden Earring «Kill Me Ce Soir» (англ., фр. Убей меня сегодня вечером).

## Художественное оформление
Конверт пластинки, как обычно для данного периода истории Iron Maiden, иллюстрировал художник Дерек Риггс. На обложке изображён Эдди, бросающий работающий телевизор в костёр из таких же телевизоров.

## Список композиций
Сторона «А»
- «Holy Smoke» (Брюс Дикинсон, Стив Харрис) — 3:50

Сторона «Б»
- «All in Your Mind» (Дел Бромхэм) — 4:31
- «Kill Me Ce Soir» (Джордж Куйманс, Барри Хэй, Джон Фентон) — 6:17

## Участники
- Брюс Дикинсон — вокал
- Стив Харрис — бас
- Яник Герс — гитара
- Дейв Мюррей — гитара
- Нико МакБрэйн — ударные

## Персонал
- Мартин Бёрч — продюсер, звукооператор, микширование
- Дерек Риггс — иллюстрация
- Росс Халфин — фотография

## Позиции в хит-парадах
Еженедельные чарты:
| Год  | Чарт                               | Высшая позиция | Пребывание |
| ---- | ---------------------------------- | -------------- | ---------- |
| 1990 | Австралия (Kent Music Report)      | 93             | нет данных |
| 1990 | Великобритания (UK Singles Chart)  | 3              | 4 недели   |
| 1990 | Европа (Eurochart Top 100 Singles) | 6              | нет данных |
| 1990 | Ирландия (IRMA)                    | 4              | 4 недели   |
| 1990 | Нидерланды (Dutch Top 40)          | 29             | 3 недели   |
| 1990 | Нидерланды (Single Top 100)        | 25             | 7 недель   |
| 1990 | Новая Зеландия (Recorded Music NZ) | 25             | 3 недели   |
| 1990 | Швейцария (Schweizer Hitparade)    | 20             | 3 недели   |